# Surplouf le petit corsaire
Ne doit pas être confondu avec Surcouf (bande dessinée).
Surplouf le petit corsaire - également titré, selon les épisodes, Surplouf et ses corsaires - est une série de bande dessinée créée par le dessinateur et scénariste français Jean Cézard. Elle fut éditée de 1973 à 1977 dans le journal Pif Gadget.

## Synopsis
Surplouf, personnage principal, est un jeune adolescent à la tête d'un navire de corsaires à l'époque du XVIIIe siècle. Le navire est entièrement gouverné par une bande d'enfants et d'adolescents, amis de Surplouf. La bande dessinée raconte leurs aventures de corsaires entre recherche de trésors, délivrance de prisonniers, etc.

## Personnages
L'équipage
- Surplouf : Ancien mousse sur le brick du capitaine Carnass, c'est en fuyant ce dernier que Surplouf s'est joint à une bande d'enfants. Ensemble, ils ont retapé un vieux galion espagnol abandonné. Il devint capitaine du galion tandis que les enfants formèrent l'équipage. Malgré son jeune âge, Surplouf est costaud, agile et véritable virtuose du sabre. Il doit évidemment son nom au corsaire français Robert Surcouf, avec un jeu de mots sur l'onomatopée « plouf » du domaine maritime.
- Touvu : Plus jeune des membres de l'équipage, Touvu est également le second de Surplouf. Lors des premiers épisodes, il portait un pantalon trop grand pour lui qui laissait souvent ses fesses à découvert. Ultérieurement, il porta une ceinture.
- Ruru : Bricoleur à ses heures, Ruru est l'artificier du galion avec une grande habileté à atteindre la cible.
- Plume : Un peu plus gras que ses compagnons, c'est également le gourmand.
- Léveillé : Tout comme Plume, son nom est ironique puisque dans son cas, c'est un fatigué de naissance.
- Frottefort : Celui préposé aux tâches ménagères.
- Petit Duc : Le seul de tout l'équipage à porter de beaux vêtements. Il est aussi un excellent nageur.
- Le Bègue : La vigie, toujours perché en haut du mât. Comme son nom l'indique, il souffre de bégaiement, non seulement lorsqu'il parle mais aussi lorsqu'il pense.
- Émilie : La seule fille de l'équipage. Elle sert de cuisinière et parfois d'infirmière. C'est en son honneur que le galion porte le nom de « La Belle Émilie ».

À l'origine, l'équipage était composé d'un nombre indéterminé de personnages génériques. Certains comme Émilie, Touvu et Ruru se sont étoffés, d'autres ont été créés ou modifiés avec des personnalités distinctes, et les autres ont tout simplement disparu.
À noter que Surplouf et ses corsaires sont les seuls enfants de la série, tous les autres personnages récurrents étant adultes.
Les méchants
- Carnass : Brute mal rasée, capitaine de son navire et ennemi juré de Surplouf.
- Vasco de Gamelle : Le second de Carnass, dont le nom est une parodie de Vasco de Gama. Chose étrange pour un marin, il déteste le contact de l'eau.
- Sir Grotif : Gouverneur de la Barbade. Il vit dans un certain luxe dont l'abus le fait parfois souffrir, telles son obésité et ses périodiques crises de goutte. Colérique, la haine qu'il ressent envers Surplouf rivalise avec celle de Carnass. Le texte implique qu'il entretient une relation romantique avec une reine, qui n'est jamais apparue en image et n'a jamais été nommée.

Autres
- Sir Mastic Lagomme : Doyen et gouverneur de l'Île de la Tortue.